# Rome Flynn
Rome Trumain Ceno Flynn (ur. 25 listopada 1991) – amerykański aktor, model i muzyk. Najbardziej znany jest ze swojej roli w serialu telewizyjnym stacji CBS „Moda na sukces” w której wcielił się w postać Zende Forrester Domingueza. Występował również w dramacie ABC „Sposób na morderstwo”.

## Kariera
Flynn zyskał uwagę reżyserów castingowych, budując swoją popularność w mediach społecznościowych. W 2014 roku został obsadzony w filmie telewizyjnym ,,Dobosz 2: „W nowym rytmie” kontynuacji filmu z 2002 roku.
W maju 2015 roku Flynn dołączył do obsady „Moda na sukces” w roli Zende. W 2017 roku Flynn pojawił się gościnnie w odcinkach kryminalnych dramatów „Agenci NCIS: Nowy Orlean” i „MacGyver”. Później dołączył do obsady „The Haves and the Have Nots”. 17 sierpnia 2017 roku Flynn ogłosił, że po dwóch latach zdecydował się opuścić „Modę na sukces”.
W 2018 roku w czwartym sezonie dołączył do głównej obsady aktorskiej serialu „Sposób na morderstwo” wcielając się w postać Gabriela Madoxa.
23 lutego 2021 roku ogłoszono, że Flynn został obsadzony w roli Tevina Wakefielda w drugim sezonie serialu Netflixa Raising Dion”. Tego samego dnia ogłoszono, że Flynn zdobył rolę w czwartym i ostatnim sezonie „Drodzy biali!" oraz dołączył do obsady „Z miłością” produkcji Amazon Studios.

## Życie prywatne
Flynn ma córkę Kimiko (ur. 12 grudnia 2014).

## Filmografia

### Film
- 2019: A Madea Family Funeral – Jesse
- 2019: 1/2 New Year – Bishop Miller

### Telewizja
- 2014: Dobosz 2: W nowym rytmie – Leon (film telewizyjny)
- 2015–2017: Moda na sukces – Zende Forrester Dominguez (rola regularna)
- 2017: Mordercza wyspa- TJ (film telewizyjny)
- 2017: Agenci NCIS: Nowy Orlean – Jonathan Rudd (odcinek: „Knockout”)
- 2017: MacGyver – Kalei (odcinek: „Flashlight”)
- 2017–2019: The Haves and the Have Nots – RK (rola powtarzająca, sezony 5–6)
- 2018: The Thinning: New World Order – Jack (film internetowy)
- 2018–2020: Sposób na morderstwo – Gabriel Maddox (gościnnie sezon 4, rola główna sezony 5–6)
- 2019: A Christmas Duet – Jesse Collins (film telewizyjny)
- 2020: A Madea Family Funeral – Tony Olsen (odcinek: „Remember Cousin Kenya?”)
- 2021: Drodzy biali! – David (rola powtarzająca, sezon 4)
- 2021: Z miłością – Santiago Zayas (rola główna)
- 2022: Rekrut – Morris Mackey (odcinek: „End Game”)
- 2021: Raising Dion – Tevin Wakefield (rola powtarzająca, sezon 2)
- 2021: Chirurdzy – (rola powtarzająca, sezon 18)
- 2021: Fantasy Football – Anderson Fisher (rola główna)

## Dyskografia

### Single
Jako główny artysta
- 2019: „Brand New”
- 2020: „Keep Me In Mind”
- 2022: „Drunk With You”
- 2022: „Slide”

### Jako artysta gościnny
- 2021: „Angels” (Elijah Blake feat. Rome Flynn)
- 2022: „Can You Stand The Rain” (Will Gittens feat. Rome Flynn)
- 2023: „I Wanna Know” (Will Gittens feat. Rome Flynn)

## Nagrody i nominacje
- 2018: Daytime Emmy Award – Wybitny Młodszy Aktor w Serialu Dramatycznym za „Moda Na Sukces” (wygrana)[19]

## Życie prywatne
Flynn ma córkę Kimiko (ur. 12 grudnia 2014).